# Myles Amine
Pour les articles homonymes, voir Amine.
Myles Nazem Amine (né le 14 décembre 1996) est un lutteur saint-marinais d’origine américaine, spécialiste de lutte libre.

## Carrière
Sous les couleurs des États-Unis, il remporte la médaille d'argent des Championnats panaméricains cadets en 2015.
En 2019, il opte pour représenter Saint-Marin, la nation de son arrière-grand-père maternel.
Il remporte la seule médaille de son pays en terminant troisième en moins de 86 kg lors des Jeux européens de 2019. 
Aux Championnats d'Europe de lutte 2020, il est médaillé d'argent des moins de 86 kg. Il remporte la médaille de bronze aux Championnats d'Europe de lutte 2021 dans cette même catégorie.
Il est le premier lutteur saint-marinais à se qualifier pour des Jeux olympiques,,.
En 2021, lors des jeux olympiques de Tokyo il remporte une médaille de bronze en lutte libre des moins de 86 kg.
Il remporte la médaille d'or aux Championnats d'Europe de lutte 2022 ainsi qu'aux Jeux méditerranéens de 2022 en moins de 86 kg. Il est médaillé d'argent dans cette catégorie aux Championnats d'Europe de lutte 2023.